# Ken Campbell
Kenneth Victor Campbell (10 de diciembre de 1941 - 31 de agosto de 2008) fue un actor, escritor y director inglés conocido por su trabajo en teatro experimental. Se le ha llamado "un hombre dinamo del teatro británico".
Campbell alcanzó notoriedad en la década de 1970 por su adaptación de nueve horas de la trilogía de ciencia ficción Illuminatus! y su puesta en escena de 22 horas del ciclo de obras de Neil Oram The Warp. El Libro Guinness de los récords catalogó a esta última como la obra más larga del mundo.
The Independent dijo que, "En la década de 1990, a través de una serie de extensos monólogos repletos de información arcana y especulaciones extrañas sobre la naturaleza de la realidad, se convirtió en algo parecido a un gran anciano marginal, aunque sin descartar nunca su enfant terrible interior." The Times calificó a Campbell como un torbellino de actuación cómica y surrealista de un solo hombre.
Michael Coveney, en un obituario en The Guardian, lo describió como "uno de los talentos más originales e inclasificables del teatro británico del último medio siglo. Un genio para producir espectáculos con poco dinero y perfeccionar las capacidades de improvisación de los actores que "Fuimos lo suficientemente valientes para trabajar con él". El director artístico de Liverpool Everyman and Playhouse dijo: "Él fue la puerta a través de la cual muchos cientos de almas afines entraron en un universo más loco, más valiente, más brillante, más divertido y más complejo".

## Primeros años y carrera
Campbell nació en Ilford, Essex, hijo de Elsie (de soltera Handley) y Anthony Colin Campbell, que era telegrafista. Realizó sus primeras actuaciones en el baño de la casa de su infancia: "Tenía tres años y, ayudado por mi amigo invisible, Peter Jelp, montaba espectáculos para los personajes del linóleo".
Fue educado en Chigwell School (donde ganó el premio de Drama) y luego estudió en RADA antes de unirse al teatro de repertorio de Colchester como suplente de Warren Mitchell. En 1967 se convirtió en dramaturgo residente y miembro de la compañía de actores del Victoria Theatre, Stoke-on-Trent. Pronto comenzó a escribir y dirigir sus propias producciones, incluido el trabajo con la directora Lindsay Anderson. Después de ver el American Living Theatre en The Roundhouse en 1969, se inspiró para fundar The Ken Campbell Roadshow, un pequeño grupo de teatro que actuaba en lugares no convencionales como pubs. Los miembros incluían a Bob Hoskins, Bernard Wrigley, Jane Wood, Dave Hill y Sylvester McCoy. John Cleese invitó a Campbell a aparecer con su equipo Roadshow en el primer The Secret Policeman's Ball en junio de 1979.

## Director de teatro y dramaturgo
En 1976, él y Chris Langham formaron el Teatro de Ciencia Ficción de Liverpool para presentar Illuminatus!, un ciclo de nueve horas de cinco obras de él y Langham basado en la trilogía de culto de novelas de fantasía científica abiertamente anarquistas del mismo nombre escritas por Robert Shea. y Robert Antón Wilson. Protagonizada por los propios Campbell y Langham, la producción contó con Neil Cunningham, David Rappaport, Jim Broadbent, Bill Nighy y la futura esposa de Campbell, Prunella Gee. Posteriormente se trasladó al Teatro Nacional, donde inauguró el nuevo Teatro Cottesloe en 1977.
Sir Peter Hall, director del National en aquel momento, escribió sobre Campbell en sus Diarios: "Es un anarquista total e imposible de precisar. Más o menos dijo que era un delito hablar en serio".

En mayo de 1979, nuevamente en el ICA, la compañía presentó la primera versión teatral de Guía del autoestopista galáctico. Un aspecto sorprendente de la producción fue que para cada cambio de escenario, toda la audiencia flotaba a 1/2000 de pulgada sobre el piso a bordo de un aerodeslizador industrial. El elenco retozaba en varias repisas y plataformas. La capacidad de carga de la nave significaba que el público estaba limitado a un máximo de ochenta personas cada noche. Langham era Arthur Dent, Richard Hope como Ford Prefect y la narración de El Libro se dividió entre dos acomodadores. El problema de cómo retratar a Zaphod Beeblebrox, el betelgeusiano bendecido con tres brazos y dos cabezas (lo que no era un problema en la serie de radio original) fue abordado al estilo típico de Campbell, simplemente poniendo a dos actores dentro de un gran disfraz.
La capacidad de atención del público no fue un problema en el enorme Rainbow Theatre de Londres, donde Campbell montó una versión aún más grandiosa de The Hitchhiker's Guide en julio de 1980. El lugar había sido renovado en la década de 1970 para albergar óperas rock. Algunos críticos, que en general no recibieron con buenos ojos el espectáculo, lo etiquetaron como musical, ya que ahora venía con música incidental y audaces efectos láser. Duró más de tres horas, a pesar de los intentos de acortar el guion, y se vio obligado a cerrar unas cuatro semanas antes, perdiendo mucho dinero en el proceso.
Durante un año, 1980-1981, Campbell fue director artístico del Liverpool Everyman Theatre. A partir de 1984, hizo repetidos esfuerzos para adaptar al teatro VALIS, la novela de ciencia ficción de culto en gran parte autobiográfica de Philip K. Dick, pero, para decepción de los fanes, estos esfuerzos fracasaron.

## Televisión, radio y cine
Campbell interpretó a Alex Gladwell, un abogado corrupto, en uno de los eventos televisivos de la década de 1970, Law & Order, el notorio pero innovador drama sobre corrupción de GF Newman, una luminaria de los guiones de la televisión británica. La serie provocó tal indignación en la prensa que la BBC prohibió su venta en el extranjero, ya que se consideraba que había retratado a la policía y al sistema de justicia penal británicos bajo una luz totalmente desfavorable.
Interpretó al vecino de Alf Garnett, Fred Johnson, en la serie de comedia de los años 80 In Sickness and in Health, que tuvo el efecto de consolidar su amistad de toda su carrera con Warren Mitchell. Fue memorable en la serie de televisión de Jack Pulman de 1981, Private Schulz, como el mordaz Herr Krauss, propietario de una fábrica de ropa interior que esperaba que la guerra continuara para no poner en peligro sus contratos con el ejército alemán.
Campbell en 1987 audicionó sin éxito para el papel del Séptimo Doctor en Doctor Who. Su antiguo protegido Sylvester McCoy lo superó en el papel, pero un episodio escrito y producido de forma independiente, "The Lost Doctor", presenta la voz de Ken Campbell. El entonces editor de guiones, Andrew Cartmel, reveló más tarde que la interpretación de Campbell había sido considerada "demasiado oscura" para mostrarla en televisión. Otros papeles incluyeron interpretar a un científico loco en el programa infantil Erasmus Microman en ITV de 1988 a 1989. También interpretó a Roger en el episodio "The Anniversary" de Fawlty Towers, al chantajista Ted Goat en "Lovejoy Loses It", un episodio de 1993 de Lovejoy y a un ladrón participante en un espectáculo de flores en "Say It With Flowers", un episodio de 2004 de Heartbeat.
La carrera radiofónica de Campbell incluyó interpretar a Poodoo en Guía del autoestopista galáctico, una parte escrita específicamente para él. El programa literario de Radio 3 The Verb incluyó a Campbell como colaborador habitual; en anuncios como Campbell's Book Soup se convirtió en un levantador de rocas bibliográficas, revelando nimiedades desconsideradas para hilaridad de sus compañeros colaboradores.
Su trabajo cinematográfico incluye The Tempest (1979), de Derek Jarman, Breaking Glass (1980), Joshua Then and Now (1985), The Bride (1985), Letter to Brezhnev (1985) de Chris Bernard, A Zed & Two Noughts (1985), A Fish Called Wanda (1988) de Charles Crichton, Hard Men (1996), Alicia en el país de las maravillas (1999), Saving Grace (2000) y Creep (2004).
En los últimos años de su vida, Campbell de repente se encontró con un papel televisivo completamente nuevo: el de un escéptico obstinadamente curioso llamado a investigar los reinos externos de la física de partículas y la ciencia cognitiva en nombre del espectador casual, particularmente donde la ciencia limitaba con lo paranormal. La presentación idiosincrásica de Campbell en Brainspotting, Reality On the Rocks y Six Experiments that Changed the World, cada uno realizado para Channel 4, se debe en gran medida a la influencia de uno de sus héroes, el estadounidense Charles Fort. Campbell se convirtió en una estrella en la convención anual del Fortean Times, UnCon.

## Carrera posterior y shows unipersonales
Desde finales de los años ochenta en adelante, Campbell escribió y representó una serie de espectáculos unipersonales, cada uno de los cuales era una mezcla de stand up autobiográficos, especulaciones ontológicas y peroratas de divulgación científica. Incluyen Recollections of a Furtive Nudist, Jamais Vu, Mystery Bruises y Pigspurt. Varios fueron publicados por Methuen. Los realizó giras por todo el mundo. Tres de ellos se presentaron juntos en el Teatro Nacional en 1993, como The Bald Trilogy: Furtive Nudist, Jamais Vu and Pigspurt.
Más tarde, el director del National, Trevor Nunn, le encargó a Campbell que escribiera The History of Comedy Part One: Ventriloquism. Los dos se habían peleado anteriormente cuando Nunn era director de la Royal Shakespeare Company en 1981. Campbell había elaborado cuidadosamente un comunicado de prensa y una serie de cartas personales con firma falsificada: Nunn parecía anunciar que en adelante, como consecuencia del gran éxito de su reciente adaptación de Nicholas Nickleby, la Royal Shakespeare Company cambiaría de nombre. a la Compañía Real Dickens. Varios grandes del teatro inglés se habían dejado engañar por el engaño. Sólo cuando un exasperado Nunn llamó a Scotland Yard, Campbell finalmente confesó.
En 1999, Campbell protagonizó con Warren Mitchell y John Fortune en Arte in West End de Londres.
En 2001, Campbell presentó una versión de Macbeth en inglés pidgin, llamada Makbed. Fue el arma principal de su campaña para conseguir que el bislama, primera lengua de 6.000 habitantes de las islas de Vanuatu en el Pacífico Sur, se adoptara formalmente como lengua mundial. La virtud de Bislama era que con un poco de determinación se podía aprender en una tarde. Campbell argumentó que, en ciertos aspectos, Macbeth en pidgin era mejor que el original. Al menos, la campaña tuvo el efecto de acercar a un público más amplio el Bislama del príncipe Felipe: Nambawan bigfala emi blong Misis Kwin.
Con Alan Moore, Bill Drummond, Mixmaster Morris y Coldcut, apareció en el Royal Festival Hall en 2007 en un homenaje conmemorativo a Robert Anton Wilson, coautor de Illuminatus! novelas.
En julio de 2008, la Universidad de Staffordshire otorgó a Campbell un doctorado honorario, calificándolo como una de las "mayores historias de éxito de Staffordshire", una referencia a su época como artista residente en 1967 en el Victoria Theatre de Stoke-on-Trent.
La última aparición televisiva de Campbell fue el 6 de septiembre de 2009, más de un año después de su muerte, en la primera de una nueva serie de Marple en ITV. Interpretó a Crump; su esposa fue interpretada por Wendy Richard.

## Vida personal
Campbell se casó con la actriz Prunella Gee en 1978 y tuvieron una hija, Daisy. Se divorciaron en 1983 pero siguieron siendo amigos cercanos. Mantuvo una relación con la ventrílocuo y actriz Nina Conti cuando ella tenía 26 años y él 59; de él heredó su colección de muñecos de ventrílocuo.
Campbell vivía en Loughton, adyacente al Bosque de Epping, en un chalet suizo del siglo XIX. A su funeral, un entierro en el bosque de Epping Forest, asistieron dolientes con quienes había trabajado en el teatro.

## Filmografía
| Año  | Título                                 | Papel                                                  | Notas         |
| ---- | -------------------------------------- | ------------------------------------------------------ | ------------- |
| 1967 | Poor Cow                               | Sr. Jacks                                              |               |
| 1968 | Inspector Clouseau, el rey del peligro | Reportero                                              | Sin acreditar |
| 1976 | Justine                                | Dubourg                                                |               |
| 1979 | The Tempest                            | Gonzalo                                                |               |
| 1979 | Phoelix                                |                                                        |               |
| 1980 | Breaking Glass                         | Publicano                                              |               |
| 1982 | Uliisses                               |                                                        |               |
| 1985 | Joshua Then and Now                    | Sidney Murdoch                                         |               |
| 1985 | A Zed & Two Noughts                    | Stephen Pipe                                           |               |
| 1985 | Dreamchild                             | Hombre de efectos de sonido de radio / Liebre de marzo | Voz           |
| 1985 | Letter to Brezhnev                     | Reportero                                              |               |
| 1986 | Smart Money                            | Sr. Sayles                                             |               |
| 1988 | A Fish Called Wanda                    | Bartlett                                               |               |
| 1989 | Scandal                                | Editor de Pictórica                                    |               |
| 1990 | Wings of Fame                          | Head Waiter                                            |               |
| 1990 | Crimestrike                            | Julio César                                            |               |
| 1992 | Secret Nation                          | Parkinson                                              |               |
| 1998 | Extraordinary Visitor                  | Rodney                                                 |               |
| 2000 | Saving Grace                           | Alfred                                                 |               |
| 2004 | Creep                                  | Arthur                                                 |               |
| 2008 | Marple: A Pocketful of Rye             | Crump                                                  |               |